# James Johnston Pettigrew

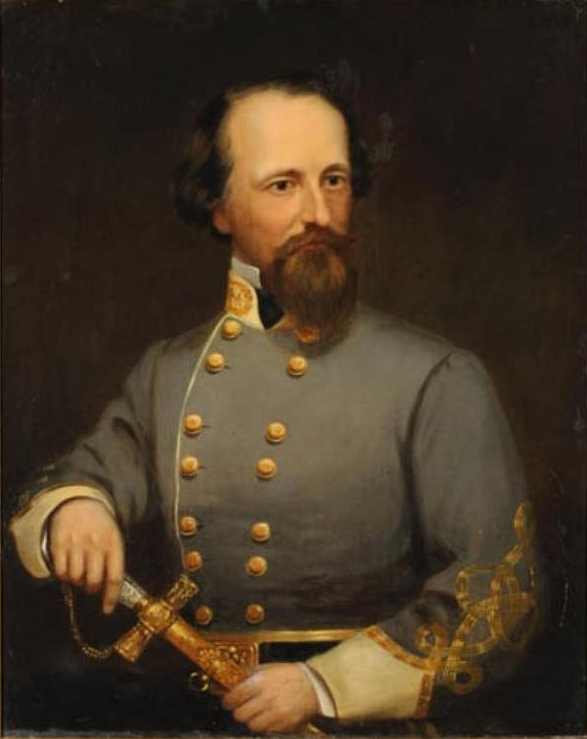
James Johnston Pettigrew

James Johnston Pettigrew (* 4. Juli 1828 in Tyrrell  County, North Carolina; † 17. Juli 1863 in Bunker Hill, Martinsburg, Virginia) war ein Brigadegeneral der Konföderierten im nordamerikanischen Sezessionskrieg. 

## Leben
Einer seiner irischen Vorfahren, James Pettigrew, nahm an der Schlacht am Boyne teil und wurde Offizier in der Armee von King William. James Pettigrew der Jüngere wanderte 1740 nach Nordamerika aus und wurde der Gründer der Familie in Carolina. Er ließ sich in Abbeville nieder, sein Sohn Charles wurde 1775 Geistlicher und nach der Revolution zum ersten Bischof der Diözese North Carolina gewählt. Er starb jedoch vor seiner Weihe und hinterließ einen Sohn Ebenezer Pettigrew (1783–1848), der für kurze Zeit seinen Distrikt im Kongress der Vereinigten Staaten vertrat und mehrere große Plantagen in den benachbarten Landkreisen von Tyrrell und Washington County betrieb. Dessen Frau Ann Blount Shepard (1795–1830), stammte aus New Bern und war Mitglied einer Presbyter-Gemeinde mit hohem sozialen Ansehen. Sie gebar im Juli 1828 James Pettigrew, bald nur mehr „Johnston“ genannt, auf der Plantage „Bonarva“, dem Familiensitz am Scuppernong River. Mit 14 Jahren trat Johnston in die Universität von North Carolina ein, wo er 1847 mit höchster Auszeichnung abschloss. Präsident James Polk und der Secretary of the Navy wurden auf den intelligenten jungen Mann aufmerksam. Matthew Fontaine Maury bot ihm eine Professur am US Naval Observatory an. Nach sechsmonatiger Tätigkeit begann sich Johnston zu langweilen und ging nach Charleston, um Jura zu studieren und begab sich dann auf eine Europareise. Als er 1852 zurückkehrte, praktizierte Johnston Pettigrew zunächst als Anwalt in Charleston, wurde später aber Offizier der Miliz von South Carolina, die er im April 1861 beim Angriff auf Fort Sumter als Major befehligte. Bald ernannte ihn der Gouverneur Francis Pickens zu seinem Militärassistenten. Die Verhandlungen mit dem Unionsmajor Robert Anderson im isolierten Fort Sumter und die gewaltsame Inbesitznahme von Fort Pinckney waren Pettigrews erste Verdienste um die Sache der Konföderation. Er lehnte die Ernennung zum Captain in der "Legion Hampton" ab und trat dieser schließlich nur als einfacher Soldat bei. 
Sein Wunsch, seinem Heimatstaat North Carolina zu dienen, wurde am 11. Juli 1861 erfüllt, als er die Nachricht erhielt, dass er zum Oberst des 22. North Carolina Infantry-Regiments ernannt wurde. Im Februar 1862 lehnte er seine Beförderung zum Brigadegeneral ab, weil er noch keine Soldaten in die Schlacht geführt hatte und es nicht angemessen erachtete, bereits eine so hohe Position zu verdienen. Bald darauf nahm er die Beförderung jedoch an, nachdem er aufgefordert worden war, seine Meinung nochmals zu überdenken. Seine Feuertaufe erlebte er dann am 31. Mai 1862 in der Schlacht von Seven Pines. Während der heftigen Kämpfe in dieser Schlacht streifte eine Kugel seine Kehle, ging durch die Schulter und durchtrennte eine Blutarterie. Er weigerte sich, nach hinten, wurde aber schließlich durch den Blutverlust ohnmächtig. Sich zurückziehende Konföderierte sahen ihn noch bewegungslos und berichteten, dass er getötet worden sei, was dazu führte, dass er offiziell als Gefallener aufgeführt wurde. In Wirklichkeit fiel er am Tag danach in die Hände der Union, wurde notversorgt und blieb ein Gefangener, bis er im August 1862 ausgetauscht wurde. 
Während Robert E. Lees Feldzug nach Norden nahm seine Brigade am 30. Juni 1863 außerhalb einer kleinen Stadt in Pennsylvania den ersten Kontakt mit der Unionskavallerie auf. Ohne sein Wissen würde die Begegnung der Auftakt zum blutigsten Konflikt des Krieges sein, der Schlacht von Gettysburg. Seine Brigade hatte bei der Vertreibung der Unionstruppen auf McPherson's Ridge am 1. Juli 1863 schwere Verluste, nach der Verwundung seines Divisionskommandanten, General Henry Heth, wurde Pettigrew als ranghöchstem Brigadekommandeur der Division das Kommando übertragen. Am 3. Juli 1863 leitete er persönlich den seiner Division befohlenen Angriff auf das Zentrum der Union auf Cemetery Ridge. Der Angriff, der in der Geschichte als „Picketts Angriff“ bekannt ist, wurde über offenes Gelände und unter vernichtendem feindlichem Feuer durchgeführt. Der Befehl forderte seine Männer auf, im Feuerhagel vorwärts zu rücken, kam dann bis auf wenige Meter auf die feindbesetzte Steinmauer heran, bevor die Überreste seiner Brigade zurückgeschlagen wurden und zu ihren Linien zurücktaumelten. Obwohl besiegt war er selbst einer der letzten, der zu den eigenen Linien zurückkehrte. Er wurde dann der Nachhut der Konföderierten Armee zugeteilt, als diese nach Virginia zurückweichen musste. 
In Falling Waters, Maryland, standen er und eine Gruppe von Offizieren am 14. Juli 1863 im Vorgarten eines Bauernhauses, als sie von einer kleinen Gruppe von Unionskavalleristen überrascht wurden. Als er auf einen blauen Reiter zielte, versagte sein Revolver und gab seinem Gegner die Chance zuerst zu schießen. Pettigrew wurde in den Bauch getroffen. Konföderierte Chirurgen sagten ihm, dass die Wunde tödlich zu sein schien und seine einzige Überlebenschance darin bestand, sich der siegreichen Unionsarmee zu überlassen, deren Ambulanzen ihn vielleicht retten könnten. Da er nicht erneut gefangen genommen werden wollte, ignorierte er diesen Vorschlag und wurde in das heutige Bunker Hill, Virginia, zurückgebracht. In den frühen Morgenstunden des 17. Juli 1863 endete hier sein Leben, nachdem er es einem Stabsoffizier mitgeteilt hatte; "Es ist Zeit zu gehen". Seine Leiche wurde nach North Carolina überführt, wo sie in der Hauptstadt Raleigh aufgebahrt wurde. Nachdem man seinen letzten Willen gelesen und erfahren hatte, dass es sein Wunsch sei, auf dem Pettigrew Family Cemetery in "Bonarva" begraben zu werden, wurde seine sterblichen Überreste wieder vom Friedhof von Raleigh entnommen und im November 1865 in seinen Heimatort beigesetzt.